# Убаре
Убаре (фр. Aubarède) насеље је и општина у јужној Француској у региону Миди Пирене, у департману Горњи Пиринеји која припада префектури Тарб.
По подацима из 2011. године у општини је живело 265 становника, а густина насељености је износила 54,64 становника/km². Општина се простире на површини од 4,85 km². Налази се на средњој надморској висини од 212 метара (максималној 426 m, а минималној 210 m).

## Демографија
| 1962. | 1968. | 1975. | 1982. | 1990. | 1999. | 2011. |
| ----- | ----- | ----- | ----- | ----- | ----- | ----- |
| 183   | 185   | 168   | 159   | 196   | 223   | 265   |

График промене броја становника у току последњих година